# Réserve partielle de faune de Dosso
 (septembre 2022).
La réserve partielle de faune de Dosso (RPFD) est une réserve située dans le sud-ouest du Niger. 
Classée en 1962, la réserve occupe une surface de 306 000 hectares. 

## Localisation

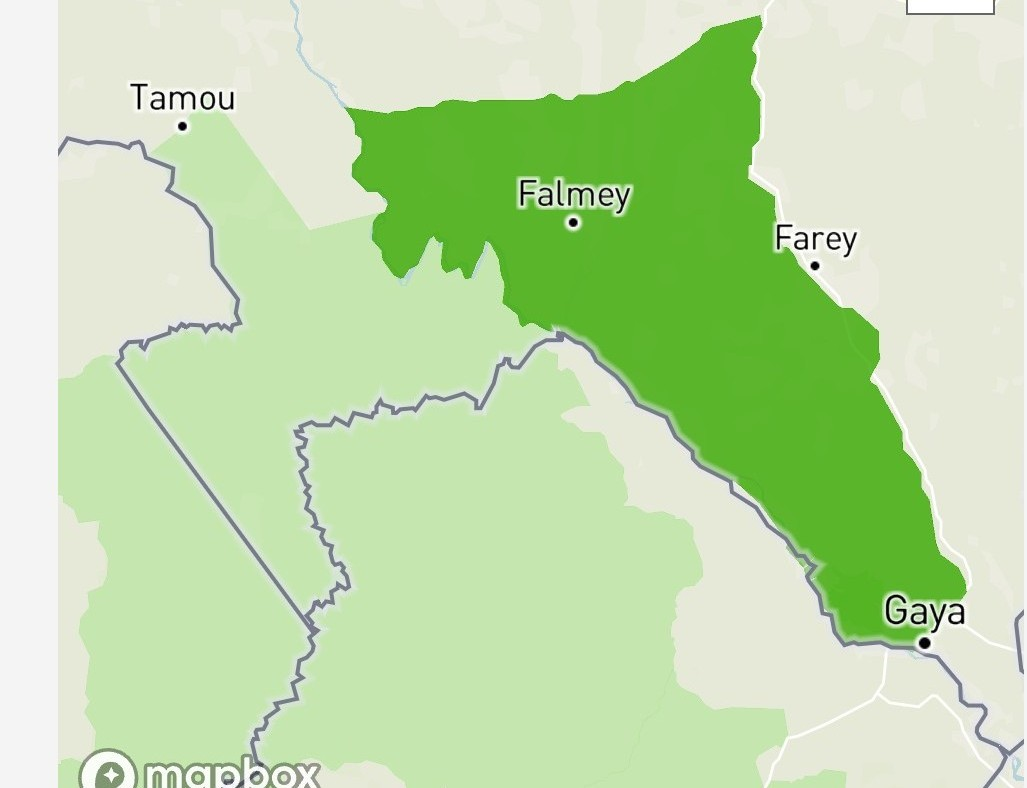
Périmètre de la réserve.

Le territoire de la réserve partielle de faune de Dosso est dans la région de Dosso. 
Elle est à cheval sur deux régions, principalement la région de Dosso à 93 % et partiellement celle de Tillabéry (sud du département de Kollo) pour seulement 7 %.
Elle est limitée à l’ouest et au sud-ouest par le Parc National du W (département de Say) et la République Populaire du Bénin ; au nord, elle couvre l’extrême sud des départements de Kollo (Région de Tillabéry) et de Boboye (Région de Dosso) et à l’est, les départements de Dosso et de Gaya (Région de Dosso).
Classée en 1962, elle occupe une surface de 306 000 hectares. 

## Diversité biologique
La réserve partielle de faune de Dosso recèle des ressources biologiques qui sont entre autres: 
- Une diversité d’espèces animales, aviaires et aquacoles;
- Des espèces de mammifères sont présentes dans la réserve ;

Cette diversité écosystémique repose sur une diversité écosystémique faisant apparaître une mosaïque paysagère complexe.

### Flore
La flore est diversifiée avec differents espèces végétales.  

### Faune
La réserve partielle de faune de Dosso abrite une faune diversifiée.

## Activités socioéconomiques
Les principales activités économiques sont l’agriculture, l’élevage, la pêche, l’exploitation forestière, l’apiculture et la chasse.
Les modes de production restent traditionnels.
D’autres formes de gestion des terres et de mise en valeur des ressources portent sur l’exploitation du sel minéral à Sambera, l’artisanat avec la confection des nattes, le tourisme dans les campements sur la rive gauche du fleuve à Boumba, Karey Kopto et Birgamgou. 

## Administration
La réserve est gérée par la direction de la faune, de la chasse et des parcs et réserves du Ministère de l'Environnement et de la lutte contre la désertification (Niger).

### Outils et statut juridique
La réserve a été créée par un décret n°62-189/MER 8 août 1962.